# St. Fagans, narodni zgodovinski muzej
Narodni zgodovinski muzej St Fagans (/ˈfæɡənz/; velško Sain Ffagan: Amgueddfa Werin Cymru), običajno imenovan St Fagans po vasi, kjer stoji, je muzej na prostem v Cardiffu, ki prikazuje zgodovinski način življenja, kulturo in arhitekturo Valižanov. Muzej je del širše mreže Amgueddfa Cymru – Museum Wales.
Sestavljen je iz več kot štiridesetih na novo postavljenih stavb iz različnih lokacij v Walesu in je postavljen na ozemlju gradu St Fagans, elizabetinskega dvorca, ki je na seznamu zaščite stopnje I.
Šestletna prenova, vredna 30 milijonov funtov, je bila zaključena leta 2018 in muzej je bil leta 2019 imenovan za muzej leta Art Fund.

## Zgodovina
Muzej je bil ustanovljen leta 1946 po donaciji gradu in zemljišč s strani grofa Plymouthskega. Svoja vrata je javnosti odprl leta 1948 pod imenom Welsh Folk Museum. Ime muzeja v valižanščini (kar pomeni tudi "valižanski ljudski muzej") je od tega datuma ostalo nespremenjeno, medtem ko je bil angleški naslov spremenjen v Museum of Welsh Life, nato St Fagans National History Museum in ponovno v njegov trenutni naziv.
Muzej, ki ga je zasnoval Iorwerth Peate, je bil oblikovan po Skansenu, muzeju na prostem ljudske švedske arhitekture v Stockholmu. Večina struktur, ki so bile ponovno postavljene v Skansenu, je bila zgrajena iz lesa in jih je zato enostavno razstaviti in ponovno sestaviti, vendar je bil primerljiv muzej v Walesu bolj ambiciozen, saj je večina ljudske arhitekture Walesa zidane.

## 2017 prenova
Prenovljena glavna recepcija je bila odprta julija 2017. Šestletna in 30 milijonov funtov vredna prenova mesta, ki so jo financirali številni viri, predvsem valižanska vlada in nacionalna loterija, je bila zaključena oktobra 2018.
30 milijonov funtov vreden projekt prenove je prinesel številne prednosti, vključno s tremi novimi galerijami, ki prikazujejo zgodovino Walesa, izboljšavami stavb, kot so kmetija iz železne dobe, Bryn Eryr, srednjeveški prinčev dvor in Llys Llywelyn, pa tudi prenovljeno glavno vhodno stavbo in novo restavracijo, igrišče in prostori za učenje. Ena od novih stavb, Gweithdy ('delavnica'), ima orodje iz kamene dobe in stole s palicami.
Junija 2019 je umetniški sklad St Fagans razglasil za britanski muzej leta 2019, ki je pohvalil »izjemno domišljijo, inovativnost in dosežke« objekta.

## Tirna vzpenjača
Od leta 1897 Skansen oskrbuje Skansens Bergbana, tirna vzpenjača na severozahodni strani hriba Skansen. Vzpenjača je dolga 196,4 metra, skupna višina pa 34,57 metra.
Do Skansena vozijo tudi tramvaji na liniji 7.

## Prihodnji razvoj
Na tem mestu bodo obnovili hotel Vulkan. Hotel, ki je bil prvotno na ulici Adam Street v Cardiffu, je bil prvič odprt leta 1853. Zaprli so ga maja 2012 in leta 2013 razstavili, da bi ga shranili. Upajo, da bodo stavbo obnovili, kot bi bila videti leta 1915.
Obnova viktorijanske policijske postaje iz Taff's Well, Rhondda Cynon Taf.
Leta 2012 je bilo napovedano, da bodo železniško postajo Raglan ponovno zgradili v muzeju.